# Żelki (osada)
Żelki (kaszb. Żelczi, niem. Groß Silkow) – osada w Polsce, położona w województwie pomorskim, w powiecie słupskim, w gminie Kobylnica na obszarze Parku Krajobrazowego Dolina Słupi.
W latach 1945–54 siedziba gminy Żelki. W latach 1975–1998 miejscowość administracyjnie należała do województwa słupskiego.

## Nazwa
Nazwa miejscowości jest tzw. chrztem nazewniczym i ma charakter pseudorodowy. Powstała przez pluralizację nazwy osobowej *Żelek (Żelimysł, Żeliwuj). Niemiecka nazwa Groß Silkow ma pochodzenie słowiańskie i charakter dzierżawczy. Powstała przez dodanie do tej samej nazwy osobowej formantu -ow-, z wyróżnikiem groß „wielki”, pozwalającym na odróżnienie tej miejscowości od Klein Silkow „Żelkówko” oraz Wendisch Silkow „Żelkowo”.
Rada Języka Kaszubskiego proponuje opartą na polskiej kaszubską formę nazwy Żelczi.

## Zabytki
- cmentarz w Żelkach[5]